# Aristaeomorpha foliacea
Aristaeomorpha foliacea  (лат.) — глубоководный вид десятиногих раков из подотряда Dendrobranchiata. В русскоязычной промыслово-торговой терминологии встречается под наименованиями средиземноморская гигантская красная креветка, красная глубоководная креветка или просто красная креветка. Один из видов, известных под испанским названием Carabineros.

## Общее описание
Крупные креветки с длиной тела 12—22,5 см, впервые описаны французским натуралистом Антуаном Риссо в 1827 году. Окраска тёмно-красная, карапакс мощный, защищён шипами. Хвостовой отдел состоит из 5 сегментов, заканчиваясь хвостовой лопастью веерной формы. Рострум с 5—6 зубцами, стебельчатые глаза расположены под рострумом. Усики короткие, уплощенные.
Подобно многим другим видам креветок, характеризуются в своем развитии протандрическим гермафродитизмом — закономерно рождаясь как особи мужского пола и исполняя роль самца в течение нескольких лет после полового созревания (в 2—3 года), а на 5—6 год после рождения меняя пол с мужского на женский.
Водятся в глубоких водах (250-1000-1400 м) бассейнов всех океанов; ценный промысловый вид стран Средиземного моря (Испании, Франции, Италии, Алжира, Израиля — несмотря на некошерность), Мозамбика.